# Makoto Kakegawa
Makoto Kakegawa (掛川 誠 Kakegawa Makoto?, nacido el 23 de mayo de 1973 en Saitama) es un exfutbolista japonés. Jugaba de guardameta y su último club fue el Shimizu S-Pulse de Japón.

## Trayectoria

### Clubes
| Club               | País  | Año         |
| ------------------ | ----- | ----------- |
| Bellmare Hiratsuka | Japón | 1996 - 1999 |
| Vissel Kobe        | Japón | 2000 - 2005 |
| Shimizu S-Pulse    | Japón | 2006 - 2009 |